# Michael Philippen
Michael Philippen (* 8. Mai 1968 in Stralsund) ist ein deutscher ehemaliger Handballspieler und Handballtrainer.

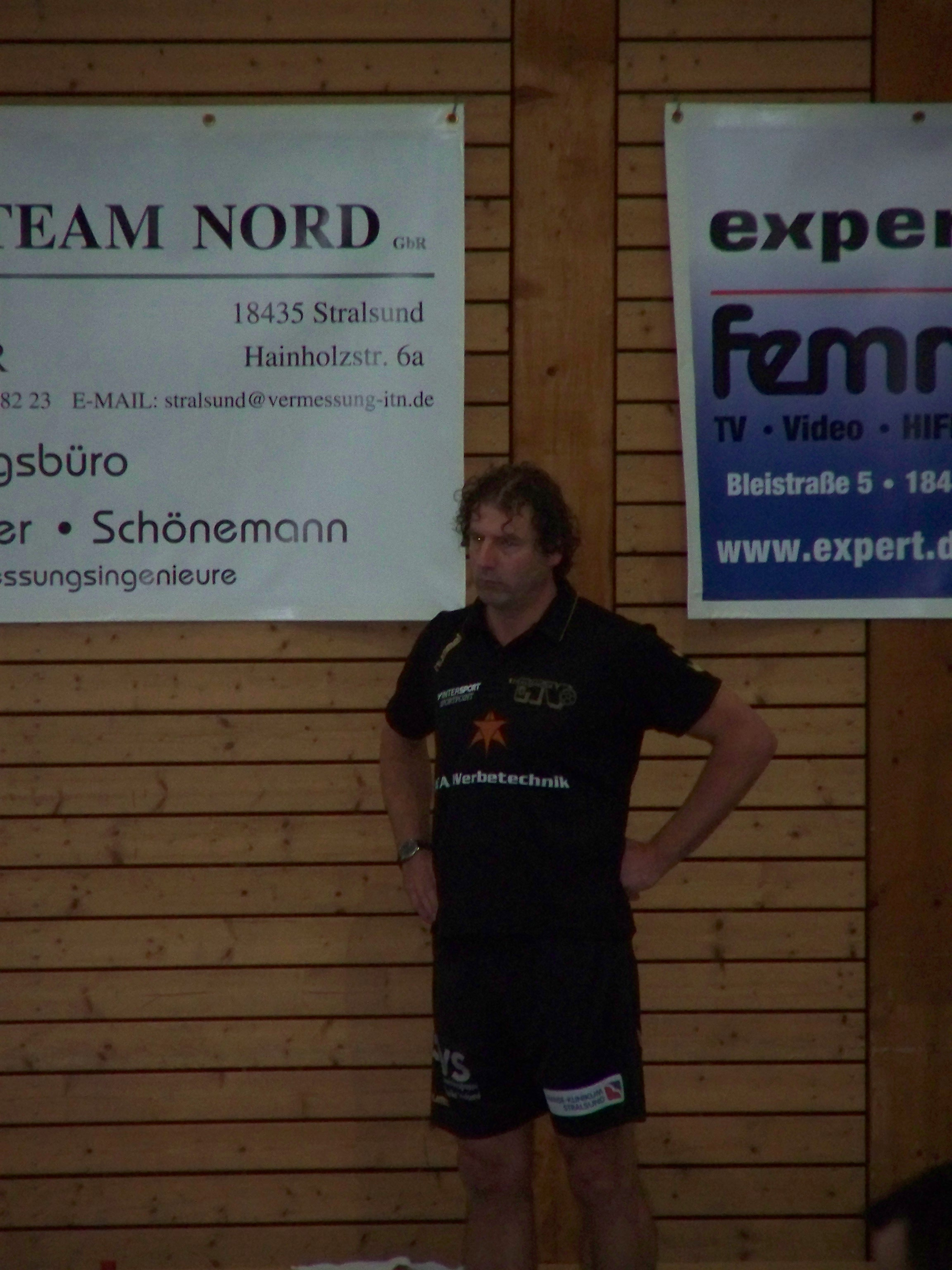
Michael Philippen (2009)

## Handballkarriere
Michael Philippen spielte bis 2002 aktiv Handball beim Stralsunder HV in der 2. Bundesliga. Von Juli 2009 bis Juni 2011 trainierte er gemeinsam mit Ulf Ganzert die erste Herren-Mannschaft des Vereins; von Januar bis Mai 2013 übernahm er diesen Posten erneut.

## Privates
Der gelernte Maler ist seit 2009 Fraktionsvorsitzender der Fraktion Bürger für Stralsund (BfS) in der Stralsunder Bürgerschaft. Bei der Landtagswahl in Mecklenburg-Vorpommern 2021 kandidiert er als Direktkandidat.